# The Telephone (film 1988)
The Telephone è un film del 1988 diretto da Rip Torn.

## Trama
Vashti Blue è un'attrice disoccupata che passa la notte a fare scherzi telefonici. Un giorno un tecnico si presenta a casa sua per confiscarle l'apparecchio a causa degli arretrati con il pagamento della bolletta, ma mentre lui lotta per prendere la cornetta, lei lo colpisce alla testa e lo accoltella.

## Produzione
The Telephone è stato prodotto dalla Hawkeye, una società fondata dallo sceneggiatore Terry Southern e dal cantautore Harry Nilsson. Nilsson e Southern scrissero la sceneggiatura ispirandosi all'attore Robin Williams, a cui tentarono di inviare una copia della sceneggiatura, ma il manager di Williams rifiutò.

### Riprese
I produttori del film convinsero Goldberg a ignorare la sceneggiatura del film e a improvvisare, azione che portò a diverse discussioni con Torn, che preferiva dirigere il film seguendo la sceneggiatura.
L'intero film è ambientato nell'appartamento del personaggio principale.

### Post-produzione
Whoopi Goldberg afferma di aver ricevuto l'approvazione per il taglio della scena finale. Il film venne proiettato al Sundance Film Festival in una versione curata da Rip Torn. Insoddisfatta del montaggio di Torn del film, Goldberg intentò una causa da 5 milioni di dollari contro la New World Pictures e Torn per impedirne l'uscita.

## Distribuzione
Il film venne distribuito nelle sale cinematografiche statunitensi il 22 gennaio 1988 dalla New World Pictures.

## Accoglienza

### Incassi
Il film incassò solamente 54811 dollari durante il primo weekend di apertura, e 99978 in totale diventando così un flop al botteghino.

### Critica
Il film venne accolto negativamente dal pubblico e dalla critica. Il critico Leonard Maltin scrisse che "Goldberg potrebbe aver toccato il fondo con quest'ultimo lungometraggio". Secondo quanto riporatato nel libro "Whoopi Goldberg on Stage and Screen" di Lisa Pertillar Brevard, quando il film venne proiettato a New York, il pubblico avrebbe gridato "Rivoglio i miei soldi!" e "Spero che il film si interrompa!".

## Riconoscimenti
- 1988 - Razzie Awards
  - Candidatura come peggior attrice protagonista a Whoopi Goldberg[12]